# بیر ریور سیتی (یوتا)
بیر ریور سیتی (به انگلیسی: Bear River City) شهری در ایالت یوتا کشور ایالات متحده آمریکا است که جمعیت آن در سرشماری سال ۲۰۱۰ میلادی، ۸۵۳ نفر بوده‌است.